# Ana Torres-Álvarez
Ana Torres-Álvarez (Granada, 18 de novembre de 1976) és una directora i guionista de cinema espanyola.

## A Matter of Hair
A Matter of Hair (Un asunto peliagudo en castellà) és un curtmetratge del 2004, una comèdia amb cert sentit de paròdia.
Dirigida per Ana Torres-Alvarez, produïda per The Ale & Quail Club Films, i escrita per la mateixa directora, explica les peripècies que li passen a un home més preocupat del seu aspecte físic i no molt intel·ligent a l'hora de buscar mètodes per a semblar més jove. Rodada íntegrament a Londres, als barris d'Ealing (on eren els famosos estudis de la clàssica comèdia anglesa) i Peckham Rye, durant els dies 12, 13, 14 i 15 de juliol de 2003. Es va estrenar a Londres, el 18 d'agost de 2004, al Portobello Film Festival. Els efectes especials del curt van anar a càrrec de l'empresa anglesa de maquillatges i d'efectes especials Fangs FX dirigida per Chris Lyons
El curt ha estat exhibit al Regne Unit, Estats Units i Índia, ha sortit en DVD sota el segell d'Underground Films i també va ser estrenada en televisió al Regne Unit.

### Argument
És la història de Paul, un home que creu que l'única cosa important en una relació és l'aparença, especialment quan es dedica a buscar noies que tenen la meitat de la seva edat. Viu amb Sarah, i s'horroritza quan descobreix que està començant a perdre cabell perquè creu que també perdrà a la seva promesa.

### Repartiment
| Personatge    | Actor             |
| ------------- | ----------------- |
| Sarah         | Karianne Flaathen |
| Paul          | John Gunnery      |
| Venedora      | Clara Andersson   |
| Pare de Sarah | Kenneth Roberts   |
| Mare de Sarah | Jane Farrer       |
| Jenny         | Sarah O'Keefe     |

### Festivals[calcitació]
- Portobello Film Festival. Londres, (Regne Unit).
- Bombai Mocha Film Club. Bombai, (Índia).
- Mombay Met-Fest. Bombai, (Índia).
- International Women's Week. Londres, (Regne Unit).
- Made in Deptford Festival. Londres, (Regne Unit).
- Metrospective: Visual Representations of Metrosexuality. Bombai, (Índia).